# Saison 1 de Monk
Chronologie
Saison 2
Cette page présente les épisodes de la première saison de la série télévisée Monk.

## Production
David Hoberman était le premier à signer chez ABC pour le projet d’une série sur un détective souffrant de troubles obsessionnels compulsifs. Hoberman a par la suite ramené Andy Breckman en tant que créateur.  Breckman a écrit le scénario pour le premier épisode. Dean Parisot a été choisi pour réaliser le premier épisode, mais il n’a pas retourné pour les autres épisodes. Beaucoup d’autres réalisateurs ont été choisis et parmi eux Randall Zisk et Adam Arkin. Pour les scénaristes de cette saison, il y avait, entre autres, Tom Scharpling, David Breckman, et Hy Conrad. Conrad a été nommé pour un Edgar Award pour son travail sur Monk part en vacances. Jeff Beal a composé la musique du générique.

## Distribution
Le casting pour la série a débuté en 1998, pendant le développement de la série pour ABC. Pour le rôle d’Adrian Monk, beaucoup d’acteurs ont été envisagés avant de choisir Tony Shalhoub. L’équipe de casting a rencontré des difficultés pour choisir l’actrice qui allait interpréter le personnage de Sharona Fleming. Le personnage Leland Stottlemeyer, interprété par Ted Levine, a été à l’origine appelé Chef Rockwell. Jason Gray-Stanford a un rôle mineur dans le premier épisode et a été crédité en tant que Randy Deacon. Par la suite le producteur Andy Breckman a demandé à Gray-Stanford  s’il voulait avoir un rôle principal et Gray-Stanford était d’accord. 
Plusieurs guest star sont apparues en cours de la première saison. Stanley Kamel a obtenu un rôle en tant que Charles Kroger, le psychiatre d’Adrian. Kane Ritchotte et Max Morrow ont été choisis pour le rôle de Benjy Fleming, le fils de Sharona. Amy Sedaris a tenu le rôle de la sœur de Sharona.

## Épisodes

### Épisode 1:Monk reprend l'enquête, première partie
- États-Unis : 12 juillet 2002 sur USA Network
- France : 28 mars 2003 sur TF1

- Megan McKinnon : la petite fille
- Gail O'Grady : Miranda St. Claire
- Stellina Rusich : Trudy Monk
- Rob Labelle : Sheldon Burger
- Vincent Gale : Jesse Goodman
- Mary Black : Mlle Street (non créditée)
- Shawn Reis : Ian Sykes
- Fred Ewanuick : Jake
- Michael Hogan : Warren St. Claire
- Ben Bass : Gavin Lloyd
- Christopher Shyer : Carl (crédité Chris Shyer)
- Dion Johnstone : lieutenant Gitomer  (non crédité)
- Edmond Kato Wong : le policier au jardin d'enfants (crédité comme "Edmond Wong")
- Alexis : le garçon à l'ascenseur
- J.B. Bivens : policier 1
- Dax Belanger : policier 2
- Esme Lambert : la vieille femme en colère
- Carmen Aguirre : la policière en uniforme
- Ray Galletti : le policier au rallye
- Doris Chillcott : la mère de Jason
- Michelle Addison : Nicole Vasques
- Dean Marshall : un policier
- John Sampson : Jason Rondstadt
- Guyle Fraizer : le détective
- Janet Wright : Bonnie (non créditée)

- Le lieutenant interprété par Jason Gray-Stanford est nommé Randy Deacon (Randy Disher dans la suite de la série).
- Dans la version française, Monk est prénommé Adrian (Adrien dans la suite de la série).
- Dans la version DVD française, la partie 1 et 2 ne font qu'un seul épisode.

### Épisode 2:Monk reprend l'enquête, deuxième partie
- États-Unis : 12 juillet 2002 sur USA Network
- France : 4 avril 2003 sur TF1

### Épisode 3:Monk n'est pas dupe
- États-Unis : 19 juillet 2002 sur USA Network
- France : 18 avril 2004 sur TF1

- John Bourgeois : Commissaire Harry Ashcombe
- Linda Kash : Dolly Flint
- Dean Monroe McKenzie : P.R. Spokesperson
- Bill Lake : le propriétaire du matériel
- Andrew Gillies : Daniel
- Roger Petersen : journaliste 1
- J.C. Kenny : journaliste 2
- Julian Tassielli : le policier en uniforme (crédité comme "Vito Tassielli")
- Bryan Hatt : le secrétaire
- Jenny Levine : Jennifer
- Marie V. Cruz : une détective (non créditée)

### Épisode 4:Monk a un adversaire de taille
- États-Unis : 26 juillet 2002 sur USA Network
- France : 22 février 2005 sur TF1

- Adam Arkin : Dale Biederbeck
- Juan Chioran : Dr Christian Vezza
- Quancetia Hamilton : policier au standard 1
- James Downing : policier au standard 2
- Amber Marshall : 2e fille
- Lucy Filipone : Louisa (créditée Lucia Filipone)
- Jennifer Pisana : Sue Ellen
- David Sparrow : Sgt. Cargill
- Faye Rauw : la femme à la télévision
- Hrant Alianak : le juge Hackman
- Liise Keeling : le juge Lavinio
- Paul-Emile Frappier : l'homme à la réception

### Épisode 5:Monk va à la fête foraine
- États-Unis : 2 août 2002 sur USA Network

- Stephen McHattie : Officier Adam Kirk
- Alan Van Sprang : Leonard Stokes
- Rob Stefaniuk : John Gitomer
- Elisa Moolecherry : Kitty Malone
- J.C. Kenney : le journaliste TV
- Scott Wickware : le policier des affaires internes
- Paul A. MacFarlane : le médecin légiste
- Tamara Levitt : la photographe
- David Huband : le juge au procès de Kirk
- Hrant Alianak : le juge au procès de Stokes
- David Sparrow : Sergent Cargill
- Philip Williams : le propriétaire
- Ho Chow : le secrétaire
- Eric Weinthal : Zweibel
- Sonya Cote : l'avocat de la défense
- Peter Snider : le procureur
- Eric Weinthal : Zweibel
- Mif : le dirigeant du club
- Adrian Griffin : l'avocat
- Bruce Hunter : membre du conseil 1
- Carolyn Scott : membre du conseil 2

### Épisode 6:Monk est en observation
- États-Unis : 9 août 2002 sur USA Network
- France : 20 juin 2004 sur TF1

- Ken Cheeseman : Manny
- Desmond Campbell : Oliver
- Kris Ryan : Docteur Conrad Gould
- Eric Hempsall : Chet Abrams
- Kelly Fiddick : Bill LaFrankie
- Eve Gordon : Jane
- Kevin Nealon : John Wurster
- Dennis Boutsikaris (Dr Lancaster)
- Matthew Olver  : 2e infirmier psychiatrique
- Ray Kahnert : le schizophrène
- Robert Thomas : Hardhat
- Zoe Heath : « la Torche »

### Épisode 7:Monk et le braqueur milliardaire
- -  États-Unis : 16 août 2002 sur USA Network
  -  France : 22 février 2004 sur TF1

- Jessica Steen : Myra Teal
- Aron Tager : Leo Otterman
- Michael Gossack : un journaliste
- Roger Peterson : un journaliste (crédité comme "Roger Petersen")
- Rory O'Shea : un journaliste
- J.C. Kenny : un journaliste
- Brendan Connor : un journaliste (non crédité)
- Mary Black : Kelly Street
- Janet Wright : Bonnie
- Richard Chevolleau : Willis
- Brian Paul : l'avocat de Myra
- David Sparrow : un policier
- Kedar Brown : le témoin (crédité comme "Kedar")
- Peter Onorati : Archie Modine
- Susie Dias : l'aide vendeuse
- J.C. MacKenzie : Sidney Teal
- Carol Rigg : une cliente
- Jonathan Rannells : Moratta
- Domenic Cina : Modine jeune
- Kaya McGregor : Christine
- Kay Hawtrey : Mlle. Danvers
- Deborah Grover : Mlle. Butterworth
- Sharon Hile : Angie Deluca
- Nancy E.L. Ward : Carolyn, la serveuse (non créditée)

### Épisode 8:Monk tombe sous le charme
- États-Unis : 23 août 2002 sur USA Network
- France : 27 juin 2004 sur TF1

- Maria del Mar : Monica Waters
- Nicholas Campbell : Grayson
- David Clement : Lou Pratt (non crédité)
- Dave Nichols : Pratt
- Elle Downs : Regina
- Patrick Garrow : Thomas Karrerskill
- Stellina Rusich : Trudy Monk
- David Gardner : le Ministre
- Don Ritchie : l'avocat
- Jennifer Fawcett : la policière stagiaire
- Jane Cooke : la serveuse
- Jim Feather : le vieil homme
- Wally Michaels : le frère

### Épisode 9:Monk court contre la montre
- États-Unis : 13 septembre 2002 sur USA Network
- France : 29 mars 2003 sur TF1

- Justin Peroff : Monk jeune (non crédité)
- Peter Outerbridge : Trevor McDowell
- Arlene Mazerolle : Tillie Graves
- Richard Zeppieri : Arthur Zaleski
- Zakes Mokae : Tonday Mawwaka
- Bernard Kay : l'homme en survêtement
- Natalia Jasen : Mme. McDowell
- Shannon Barnett : le policier en uniforme)
- Jane Luk : la présentatrice du journal
- Brendan Connor : le reporter sportif
- Marie Ward : Gwen Zaleski (créditée Brandi Marie Ward)
- Martin Roach : Carl Jenkins
- Paula Barrett : Angie Morrison
- Nicola St. John : une femme (non créditée)

### Épisode 10:Monk part en vacances
- États-Unis : 20 septembre 2002 sur USA Network
- France : 8 février 2004 sur TF1

- Rosalba Martinni : Mitzi
- Sandra McCurdy : Nicole Young
- Liliane Clune : Irene Fenimore (créditée comme Lilliane Clune)
- Amanda Martínez : Lupe
- Craig Webster : M.C.
- Rosario Rivadeneira : Maria
- Beatriz Pizano : Mme. Garcia
- Polly Draper : Rita Bronwyn
- Barry Flatman : John Fenimore
- Andrew Airlie : Shawn
- Chuck Byrn : lui-même (comique de l'hôtel)
- Graham Harley : Tony Landis
- Irene Lopez Kuchilan : Gabriel (créditée comme Irene Lopez Kutchilan)
- Hardee T. Lineham : le gardien (crédité comme Hardee Lineham)
- Patrick Salvagna : le garçon le plus âgé
- Shea Crandles : la jeune fille
- Danilo Di Julio : l'agent de sécurité de l'hôtel (non crédité)

### Épisode 11:Monk et le tremblement de terre
- États-Unis : 4 octobre 2002 sur USA Network
- France : 4 avril 2004 sur TF1

- Amy Sedaris : Gail Fleming
- Cameron Daddo : Darryl Wright
- Janine Theriault : Christine Rutherford
- Damir Andrei : le Père Hatcher
- Ross Petty : Henry Rutherford
- Andy Marshall : l'officier de police
- Eric Fink : le chauffeur de taxi
- Henri Li : le policier en uniforme
- Jane Luk : la présentatrice du journal
- Russell Ferrier : l'ouvrier
- Dekker Dreyer : un extra (non crédité)

- Le roman que le journaliste australien mime devant Monk est Le Pont du roi Saint-Louis de Thornton Wilder, et non Le pont de San Luis Rey, la compagnie de doublage n'ayant pas traduit le titre.
- À la fin de l’épisode, la preuve de la culpabilité de Christine est un message laissé par son mari sur le répondeur de Sharona au moment où elle l’assomme avec une sculpture. Il s’écrie Christine, oh non !. Cela ne correspond pas au début de l'épisode : Henry montrait alors à Christine une fissure au plafond due au séisme et ne téléphonait pas à Sharona. De plus, il s’écriait alors Oh, non.

### Épisode 12:Monk est dans l'impasse
- États-Unis : 11 octobre 2002 sur USA Network
- France : 14 juin 2003 sur TF1

- Willie Nelson : lui-même
- David Anderson : Jason Sonny Cross
- Jackie Richardson : Wendy Maas
- Neil Crone : Terry T
- Bruce McFee : Pete
- Jay Michaels : Kenny Freedman
- Jody Payne  : Jody, membre du groupe de Willie Nelson
- Bee Spears : Bee, membre du groupe de Willie Nelson
- Mickey Raphael : Mickey, membre du groupe de Willie Nelson
- Jonathan Wilson : le jeune organisateur
- Ian Heath : le caissier
- Randy Thomas : l'exhibitionniste
- Rahnuma Panthaky : le porte-parole de la police
- Dean McKenzie : l'avocat 1 (crédité comme Dean Munroe McKenzie)
- Geoffrey Whynot : l'avocat 2 (crédité comme Geofrey Whynot)
- Jonathan Whittaker : un policier en uniforme 1
- Fergus Barnes : un policier en uniforme 2
- Reuben Thompson : un policier en uniforme 3 (non crédité)
- D.J. Burns : Participant 1
- Tim Burd : Participant 2
- J.C. Kenny : reporter 1
- Michael Gossack : reporter 2
- Scott Anderson : le client
- Johnny Cole : le garde
- David Sparrow : Sergent Cargill (non crédité)

### Épisode 13:Monk prend l'avion
- États-Unis : 18 octobre 2002 sur USA Network
- France : 21 octobre 2005 sur TF1

- Garry Marshall : Warren Beach
- Jennifer Dale : Barbara Chabrol
- Carl Marotte : Stefan Chabrol
- Brooke Adams : Leigh
- Hal Eisen : Neil
- Tim Daly : lui-même
- Robin Duke : Tante Minn
- Francois Klanfer : Bernard
- Nicola St. John : la femme énervée
- Haylee Wanstall : la petite fille
- Cliff Saunders : Nathan
- Indiana Jagait : l'agent de sécurité n°1
- Hedy McKenzie : l'agent de sécurité n°2
- Howard Hoover : le copilote
- Ed Sahely : l'employé aux billets
- Bruce Beaton : le chef d'équipe